# Neolithobius suprenans
Neolithobius suprenans är en mångfotingart som beskrevs av Chamberlin 1925. Neolithobius suprenans ingår i släktet Neolithobius och familjen stenkrypare. Inga underarter finns listade i Catalogue of Life.